# Stelis melanoxantha
Stelis melanoxantha är en orkidéart som beskrevs av Heinrich Gustav Reichenbach. Stelis melanoxantha ingår i släktet Stelis och familjen orkidéer. Inga underarter finns listade i Catalogue of Life.